# Grzegorz Lindenberg
Grzegorz Lindenberg (ur. 26 września 1955) – polski dziennikarz i socjolog. Jest jednym ze współzałożycieli „Gazety Wyborczej”, założycielem i pierwszym redaktorem naczelnym „Super Expressu”. Jest też jednym z założycieli portalu Euroislam.pl – polskiego portalu krytycznego wobec islamu i muzułmanów.

## Życiorys
W 1979 uzyskał dyplom z socjologii, a w 1985 stopień naukowy doktora w Instytucie Socjologii Uniwersytetu Warszawskiego. W latach 1985–1987 był badaczem pracującym w Russian Research Center na Uniwersytecie Harvarda w ramach stypendium Fundacji Kościuszkowskiej oraz wykładowcą na Uniwersytecie Bostońskim. W latach 1996–2004 członek zarządu Fundacji Stefana Batorego w Warszawie.
Od 2001 jest niezależnym konsultantem.
Brat Jarosława Lindenberga.

## Wydane książki
- Zmiana społeczna a świadomość polityczna, Warszawa 1986
- Świadomość społeczna wobec kryzysu i konfliktu społecznego (współautor Krzysztof Nowak), Warszawa 1987
- Anna Maria Goławska, Toskania i okolice: przewodnik subiektywny (autor fotografii), Warszawa 2006
- Ludzkość poprawiona. Jak najbliższe lata zmienią świat w którym żyjemy, Wydawnictwo Otwarte, Warszawa 2018
- Wzbierająca fala. Europa wobec eksplozji demograficznej w Afryce, Fundacja Instytut Dyplomacji Europejskiej, Opole 2019